# Bahnstrecke Bad Salzschlirf–Niederjossa
| Alte Trasse bei Niederjossa |                         |                        |                        |
| Streckennummer: | 3812                    |                        |                        |
| Kursbuchstrecke (DB): | 193a                    |                        |                        |
| Kursbuchstrecke: | 169a (1934) 193a (1946) |                        |                        |
| Streckenlänge: | 23,3 km                 |                        |                        |
| Spurweite: | 1435 mm (Normalspur)    |                        |                        |
| |                         |                        |                        |
| \| \| \| von Gießen \| \| \| \| 0,0 \| Bad Salzschlirf \| Bad Salzschlirf \| \| \| \| nach Fulda \| \| \| \| 3,1 \| Ützhausen \| Ützhausen \| \| \| 4,1 \| Niederstoll \| Niederstoll \| \| \| 5,5 \| Bernshausen (Oberhess) \| Bernshausen (Oberhess) \| \| \| \| Schlitz \| \| \| \| \| Schlitz \| \| \| \| 10,3 \| Schlitz (Hess) \| Schlitz (Hess) \| \| \| 12,3 \| Hutzdorf \| Hutzdorf \| \| \| 15,3 \| Queck \| Queck \| \| \| 17,5 \| Rimbach (Oberhess) \| Rimbach (Oberhess) \| \| \| 19,0 \| Oberwegfurth \| Oberwegfurth \| \| \| \| Jossa \| \| \| \| \| von Alsfeld (Oberhess) \| \| \| \| 23,3 \| Niederjossa \| Niederjossa \| \| \| \| nach Niederaula \| \| |                         |                        |                        |
| Strecke |                         | von Gießen             | von Gießen             |
| Bahnhof | 0,0                     | Bad Salzschlirf        | Bad Salzschlirf        |
| Abzweig ehemals geradeaus und nach rechts |                         | nach Fulda             | nach Fulda             |
| Haltepunkt / Haltestelle (Strecke außer Betrieb) | 3,1                     | Ützhausen              | Ützhausen              |
| Haltepunkt / Haltestelle (Strecke außer Betrieb) | 4,1                     | Niederstoll            | Niederstoll            |
| Haltepunkt / Haltestelle (Strecke außer Betrieb) | 5,5                     | Bernshausen (Oberhess) | Bernshausen (Oberhess) |
| Brücke über Wasserlauf (Strecke außer Betrieb) |                         | Schlitz                | Schlitz                |
| Brücke über Wasserlauf (Strecke außer Betrieb) |                         | Schlitz                | Schlitz                |
| Bahnhof (Strecke außer Betrieb) | 10,3                    | Schlitz (Hess)         | Schlitz (Hess)         |
| Haltepunkt / Haltestelle (Strecke außer Betrieb) | 12,3                    | Hutzdorf               | Hutzdorf               |
| Haltepunkt / Haltestelle (Strecke außer Betrieb) | 15,3                    | Queck                  | Queck                  |
| Haltepunkt / Haltestelle (Strecke außer Betrieb) | 17,5                    | Rimbach (Oberhess)     | Rimbach (Oberhess)     |
| Bahnhof (Strecke außer Betrieb) | 19,0                    | Oberwegfurth           | Oberwegfurth           |
| Brücke über Wasserlauf (Strecke außer Betrieb) |                         | Jossa                  | Jossa                  |
| Abzweig ehemals geradeaus und von links |                         | von Alsfeld (Oberhess) | von Alsfeld (Oberhess) |
| Dienststation / Betriebs- oder Güterbahnhof | 23,3                    | Niederjossa            | Niederjossa            |
| Strecke |                         | nach Niederaula        | nach Niederaula        |

Die Bahnstrecke Bad Salzschlirf–Niederjossa war eine Nebenbahn in Hessen. Sie zweigte in Bad Salzschlirf von der Bahnstrecke Gießen–Fulda und führte nach Niederjossa, wo sie in die Bahnstrecke Niederaula–Alsfeld einmündete.
Der südliche Teil zwischen Bad Salzschlirf und Schlitz war 1898–1989 in Betrieb, der nördliche von Schlitz nach Niederjossa von 1914 bis 1973/74.

## Geschichte

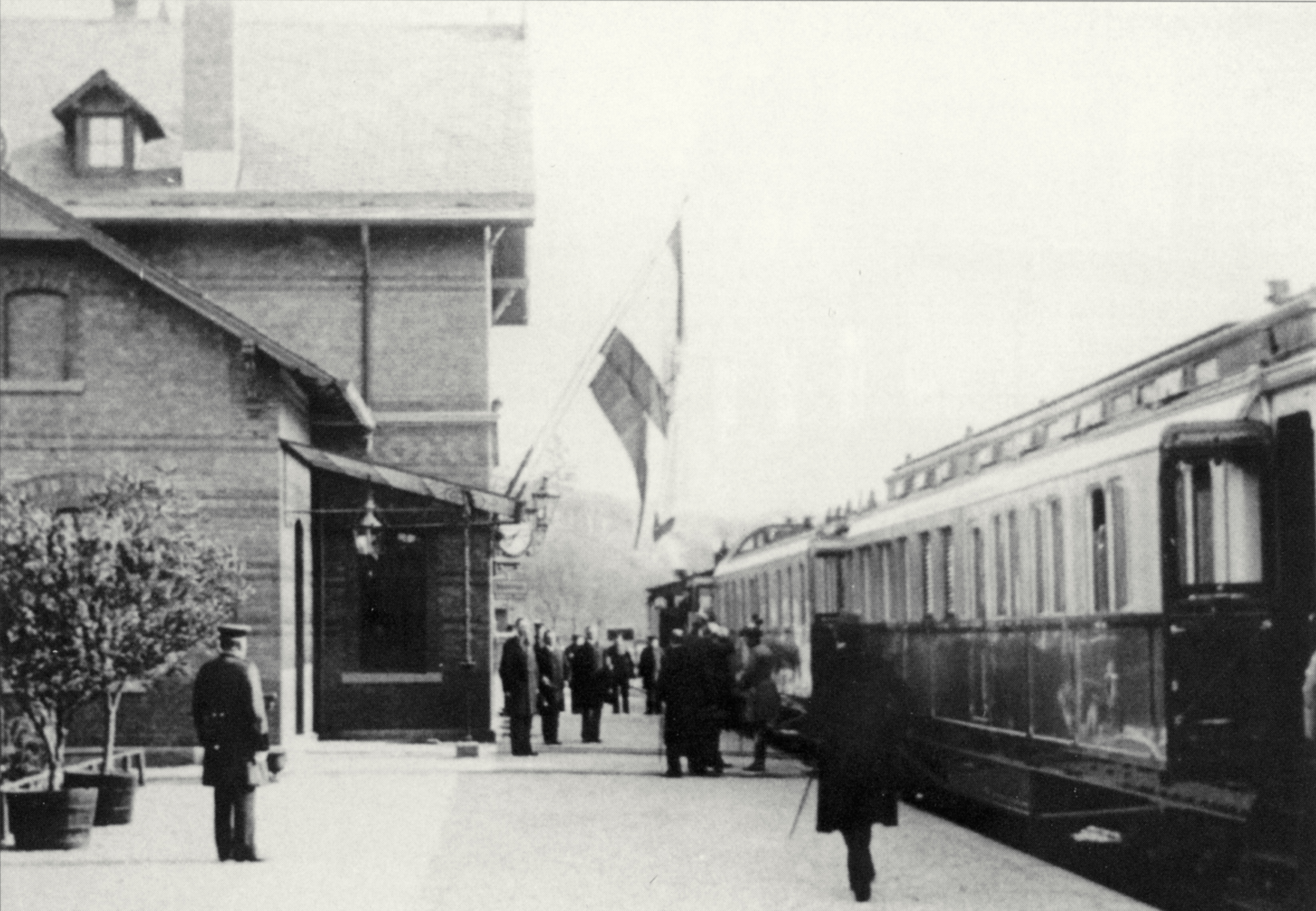
Ankunft Kaiser Wilhelm II. mit Hofzug im Bahnhof Schlitz, 18. April 1906

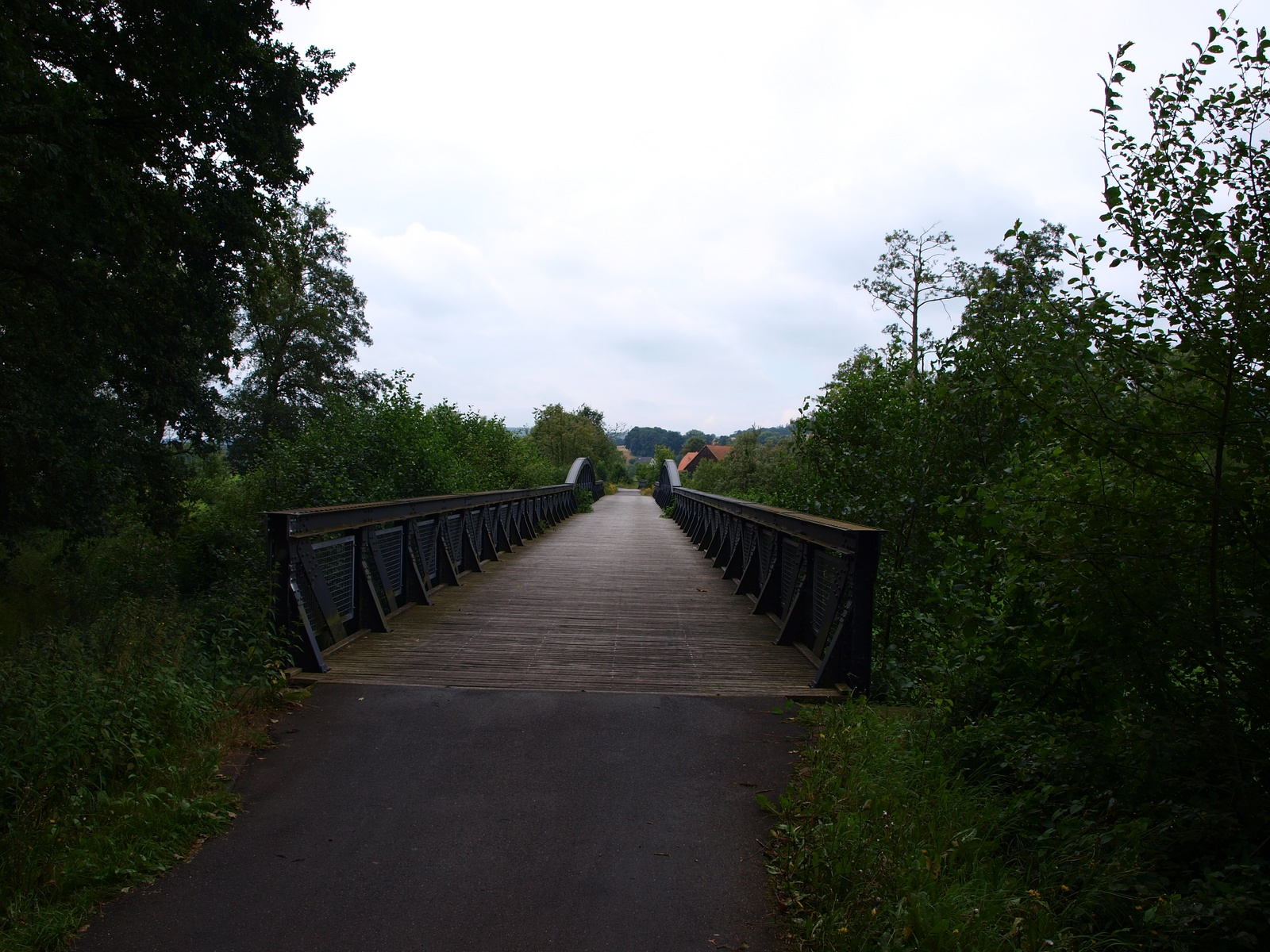
Radweg auf der Brücke über die Schlitz bei Bernshausen

Die 23,3 km lange Strecke war eingleisig. Die Züge konnten sich in den Bahnhöfen Schlitz und Oberwegfurth kreuzen. Die Streckenführung folgt bis Schlitz dem gleichnamigen Fluss, ab Schlitz dann in weiten Teilen dem Fluss Fulda.
An den Endpunkten der Strecke bestand jeweils Umsteigemöglichkeit zu den Zügen der Vogelsbergbahn und der Gründchenbahn.
Die Strecke wurde in zwei Teilen eröffnet. Der Abschnitt Bad Salzschlirf–Schlitz am 1. Oktober 1898 durch die Hessische Staatsbahn, der Abschnitt Schlitz–Niederjossa am 10. November 1914 von der Preußischen Staatsbahn. Überliefert ist, dass der Hofzug Kaiser Wilhelms II. mehrfach in Schlitz Station machte, als der Regent seinen Vertrauten, den Grafen von Schlitz genannt von Görtz in dessen Residenzstadt besuchte.
Der Personenverkehr blieb jahrzehntelang gering und wurde zum 31. Mai 1964 eingestellt. Bis Ende der 1970er Jahre brach auch der Güterverkehr ein, konnte sich aber immerhin zwischen Bad Salzschlirf und Schlitz bis 1989 halten. Stillgelegt wurde die Strecke in drei Stücken: der Teil Oberwegfurth–Niederjossa am 15. Januar 1973, Schlitz–Oberwegfurth am 1. Februar 1974 und der Abschnitt Bad Salzschlirf–Schlitz am 23. September 1989.
Auf der Teilstrecke von Bad Salzschlirf nach Schlitz verläuft heute der Bahnradweg Hessen, auf dem Teil von Hutzdorf bis Niederjossa verläuft der Fuldaradweg.